# Порта Нигра
Порта Нигра ( лат. Porta Nigra  - „црна капија“) је велика римска градска капија у Триру у Немачкој. Највећа римска градска врата северно од Алпа. Уврштен је на Унескову листу светске баштине.
Назив Порта Нигра настао је у средњем веку због тамне боје камена; Оригинално римско име није сачувано. Локално становништво Порта Нигра назива једноставно Порта.

## Историја

### Римско доба
Порта Нигра је изграђена од сивог пешчара после 170. године нове ере. У почетку, капија се састојала од две четвороспратне куле истурене у облику полукруга. Уско двориште раздвајало је отворе за капију. Међутим, из непознатих разлога, градња капије је остала незавршена. На пример, камење на северној (спољној) страни није тесано, а истурено камење је онемогућавало постављање клизних капија. Међутим, капија је вековима коришћена као улаз у град, све до краја римског доба.
Током Римског царства, Порта Нигра је била део система од четири градске капије смештене на четири стране правоугаоног римског града. Капија је чувала северни улаз у град, док је на истоку изграђена Порта Алба (Бела капија), на југу Порта Медиа (Средња капија), а на западу Порта Инцлита (Чувена капија), поред Римски мост преко реке Мозел. Капија је стајала на крајевима две главне улице римског Трира, од којих је једна ишла од севера ка југу, а друга од истока ка западу. Од ових капија до данас су сачуване само Порта Нигра.

### Средњи век
Током раног средњег века, римске градске капије више нису коришћене за своју првобитну намену, а камење из њих коришћено је за изградњу других грађевина. Штавише, гвожђе и оловни спојеви су извађене из зидова Порта Нигре за поновну употребу. Трагови овог разарања и данас су јасно видљиви на северној страни капије.
После 1028. године грчки монах Симеон је живео као пустињак у рушевинама Порта Нигра. После његове смрти (1035) и канонизације, код Порта Нигра у његову част подигнут је манастир Симеонштифт.
Да би се сачувала од даљег уништавања, Порта Нигра је претворена у цркву са две сале идентичног распореда, смештене једна изнад друге. Горња сала била је доступна монасима, а доња је била отворена за парохијане.
Наос цркве настао је проширењем првог и другог спрата изнад дворишта. На источној кули подигнута је апсида. Западна кула је изграђена и на њој је дозидан торањ. Горњи спрат источне куле је порушен, а над наосом, кулом и апсидом је изграђен клерикијум.
Први спрат са великом капијом био је сакривен терасом, а на јужној страни (са градске стране) подигнуто је степениште за доњи хол цркве. Мало степениште водило је даље у горњи хол.
У средњем веку, додатна капија изграђена у близини источне стране Порта Нигра служила је као приступ граду.

### Ново време
Године 1800. Наполеон је наредио да се затворе црква на Порта Нигри и суседни манастир, као и велика већина бројних цркава и манастира у Триру. Током своје посете Триру 1804. Наполеон је наредио да се Порта Нигра врати у римски изглед. Уклоњен је допунски спрат и црквени торањ, а двориште је обновљено. Међутим, апсида је сачувана у крњем облику, а источна кула није враћена у првобитну висину. Уклоњена је тераса која је окруживала први спрат.
Порта Нигра је 1986. године уписана на листу светске баштине, заједно са другим римским споменицима у Триру и околини.